# Стеллецкий, Николай Семёнович
Николай Семенович Стеллецкий (1862, слобода Мурафа Богодуховского уезда Харьковской губернии — июль 1919, Сумы) — протоиерей, профессор, православный богослов.

## Биография
Из семьи священника. Окончил Харьковскую духовную семинарию; Киевскую духовную академию (1888) со степенью кандидата богословия, был оставлен для подготовки к профессорскому званию. Приняв сан священника, пастырское служение начал в Киевской Набережно-Никольской церкви. Одновременно — законоучитель в киевских гимназиях, цензор журнала «Юго-Западная школа». После защиты диссертации магистра богословия (1893), получил назначение в Киевский Софийский Собор.
В 1909 году был избран профессором и заведующим кафедрой богословия Императорского Харьковского университета. Одновременно — протоиерей Антониевской университетской церкви, профессор богословия Харьковских Высших женских курсов, Высших женских медицинских курсов, Высших коммерческих курсов Харьковского купеческого общества (Харьковского коммерческого института), председатель Совета Харьковского епархиального женского училища. Участвовал в правом академическом движении.
Летом 1919 года взят как заложник Харьковской ЧК, вывезен и зверски убит в Сумах.
Доктор богословия (1914), профессор (1909).

## Награды
- сан протоиерея,
- 1890 — набедренник,
- 1893 — скуфья,
- 1908 — орден Святой Анны III степени,
- 1912 — орден Святой Анны II степени.

## Научные интересы
«Настоящий труженик науки», преданный богословию «в высшей степени», за 30 лет пастырской деятельности Н. С. Стеллецкий опубликовал более 40 работ по богословию, истории Церкви, философии, истории литературы.
Сфера преимущественных интересов — нравственное богословие (т.ч. в сравнении с религиозно-философскими системами древности и философскими доктринами нач. XX ст.), история Церкви на Украине, социально-философские и моральные аспекты культурных и социально-политических течений нач. XX ст. (критик социализма, декадентства), духовное образование.

## Сочинения
- Брак у древних евреев. К., 1892.
- Странствующий украинский философ Григорий Савич Сковорода. К., 1894.
- Харьковский коллегиум до преобразования.- К., 1895.
- Протоиерей А. А. Самборский — законоучитель императора Александра I. К., 1897.
- О значении Киева как религиозного центра православной России. К., 1897.
- Значение Церкви и её школы в решении вопроса о всеобщем образовании. К., 1898.
- Князь А. Н. Голицын и его церковно-государственная деятельность. К., 1901.
- Очерки нравственно-христианского нравоучения. К., 1901.
- Религиозно-нравственное миросозерцание Гоголя // Труды Киевской духовной академии. К., 1902.
- Болгарская ересь богомилов. СПб., 1902.
- О началах христианского воспитания детей в семье и школе. К., 1907.
- Современное декадентство и христианство. К., 1909.
- Социализм — его история и критическая оценка с христианской точки зрения. К., 1905.
- Новейший социализм и христианство. Х., 1912.
- Опыт нравственного православного богословия в апологетическом освещении. Т. 1, 2, 3. Х., 1914—1916.